# La Chapelle-sous-Orbais
La Chapelle-sous-Orbais település Franciaországban, Marne megyében. Lakosainak száma 57 fő (2022. január 1.). La Chapelle-sous-Orbais Orbais-l’Abbaye, Fromentières, La Caure, Champaubert, Corribert, Janvilliers, Margny és Suizy-le-Franc községekkel határos.

## Népesség
A település népességének változása:
| Lakosok száma | 72   | 55   | 56   | 40   | 54   | 54   | 54   | 54   | 54   | 57   |
|               | 1968 | 1982 | 1990 | 2006 | 2013 | 2015 | 2017 | 2019 | 2020 | 2022 |